# Râul Fundătura, Tazlăul Sărat
Râul Fundătura este un curs de apă, afluent al râului Tazlăul Sărat. 